# Microhyla heymonsi
Microhyla heymonsi es una especie de anfibio anuro de la familia Microhylidae.

## Distribución geográfica
Esta especie se encuentra en Asia en un vasto territorio:
- en el sur de la República Popular de China;
- en Taiwán
- en el este de la India en los estados de Assam y Manipur;
- en la India en las islas Andaman y Nicobar;
- en Birmania;
- en Camboya;
- en Laos;
- en Vietnam;
- en Tailandia;
- en Malasia peninsular;
- en Singapur;
- en Indonesia.[5]

## Etimología
Esta especie lleva el nombre en honor a Richard Heymons.

## Publicación original
- Vogt, 1911 : Beitrag zur Amphibien-fauna der Insel Formosa. Sitzungsberichte der Gesellschaft Naturforschender Freunde zu Berlin, vol. 1911, p. 179-184[6]